# Pietro Dal Prà
Pietro Dal Prà (Vicenza, 19 giugno 1971) è un alpinista italiano.

## Biografia
Vicentino, comincia a frequentare la montagna fin da bambino con la famiglia, muovendo i primi passi sulla roccia con il padre sulle Dolomiti.

In seguito si dedica con passione alle arrampicate sportive in falesia ad esempio a Lumignano bruciando le tappe e ancora giovanissimo salendo vie di arrampicata sportiva di estrema difficoltà, probabilmente fra le più impegnative della metà degli anni ottanta in Italia e nelle falesie più conosciute d’Europa, nel sud della Francia.

Diventa Guida Alpina a 21 anni ed attualmente parte del gruppo guide di Cortina; continua a arrampicare con eclettismo spaziando da vie sportive di estrema difficoltà all'alpinismo vero e proprio.

## Vie aperte/liberate
- 1995, Via Zauberlhirling alla Cima Scotoni, 750 m trad nelle Dolomiti: Prima solitaria e seconda ripetizione[4]
- A quarant'anni dalla cima, sulla sud della Tofana di Rozes: Prima Salita.
- Lux, sulla sud della Tofana di Rozes: Prima Salita.
- Pepe Rajo, prima via sulla parete nord del Cerro Piergiorgio, Patagonia: apertura.
- 1996, Clash of the titans, prima salita a vista, El Capitan, Yosemite, USA.[5]
- 2005, La via della Cattedrale, prima salita in libera, sulla Parete Sud della Marmolada, con Michele Guerrini e Lorenzo Nadali[6]
- 03/11/2000, Hotel Supramonte (8b, 500 m) Gola di Gorropu, Sardegna: Prima salita in libera.[7][4]

## Altre imprese di rilievo
- 1987, Mare allucinante, 8b+, Lumignano, Vicenza[4]
- 1996, Salathe Wall, ripetizione in libera, El Capitan, Yosemite, USA.[4][5]
- 1996, Midnight Lightning, boulder, El Captain, Yosemite, USA.[4][5]
- 1995, Silbergeier, via multipitch nella Catena del Rätikon (Svizzera): terza e più veloce ripetizione
- 2005, Unendliche Gesichte, 8b+, nella Catena del Rätikon, prima ed unica ripetizione[4]

## Media e divulgazione
- È protagonista del docu-film "Aria" del regista Davide Carrari, presentato alla 57sima edizione del Trento FilmFestival.[8]
- È protagonista del docu-film "La cattedrale – Marmolada Parete Sud", pellicola classificata seconda nella sua categoria al Premio Letterario Nazionale "Leggimontagna" 2006.[6]
- È ambassador del brand La Sportiva[9]
- È ambassador del brand Black Diamond[10]
- Supporta l'ADMO per la donazione di midollo osseo con la Campagna Climb for Life[11]